# Лащ, Самуил
Самуил Лащ (Лащ-Тучапский) (пол. Samuel Łaszcz, 1588 — 15 февраля 1649) — государственный и военный деятель Речи Посполитой, хорунжий подольский (1621), староста овруцкий (1632), каневский (1642) и винницкий (1644), стражник великий коронный (1630—1646). Польский шляхтич, прославившийся своими многочисленными разбойными нападениями и насилиями.

## Биография
Представитель польского дворянского рода Тучапских герба «Правдзиц». Сын хорунжего белзского Александра Тучапского и Софии Карабчевской.
Род Тучапских принадлежал шляхетскому роду среднего достатка, который в середине XV века переехал из Мазовии и поселился в Белзской земле, в селе Тучапы (Лащи Тучапские). Самуил вырос при дворе князей Ружинских под опекой своей двоюродной сестры Софьи Карабчевской, жены Романа Ружинского (1575—1610), командовавшего войском Лжедмитрия II в боях под Москвой. С 1608 года Самуил Лащ командовал надворными хоругвями Софии Ружинской в настоящих войнах, которые велись с другими панами. Это называлось «наезды»: внезапно нападая на соседа, служившая магнату шляхта жгла сёла, грабила, насиловала, уводила пленных. Князья Ружинские были могущественны вельможами и могли выставить в поле настоящее войско: в 1609 году Лащ возглавил шеститысячный отряд, с которым он сжёг замок князей Корецких в Черёмошцах. По мнению вдовы Софии Ружинской, этот замок стоял на её земле.
В 1617 году Самуил Лащ служил ротмистром казацкой хоругви кварцяного войска и участвовал в неудачном походе польского королевича Владислава Вазы на Москву. По возвращении он впервые был подвергнут банниции (приговорён к изгнанию) за участие в сожжении двух местечек — Ярославки и Михайловки — и уехал в Запорожскую Сечь, где прожил два года. В 1621 году командовал хоругвью в Хотинской битве против турецкой армии, за что получил чин хорунжего подольского. Участвовал в многочисленных походах против крымских татар (в том числе, в сражении под Мартыновым в 1624 году), во время польско-шведской войны (1626—1629) сражался под командованием Стефана Чарнецкого. С 1629 года Самуил Лащ снова воевал с татарами, затем в 1630 году с восставшими казаками под руководством запорожского гетмана Тараса Федоровича, за что польское правительство в 1630 году наградило его должностью стражника великого коронного. Во время подавления восстания его воины отличились, вырезав все население местечка Лысянка.
Получив звание стражника великого коронного, Самуил Лащ возглавлял оборону южных границ вдоль вероятных путей нападения крымских татар. Для защиты земель содержал на свои средства несколько хоругвей из тысячи воинов — шляхтичей и казаков, с помощью которых заставлял осевшую шляхту, мещан, купцов платить контрибуцию, выгонял закладчиков из посёлков, которым он их заложил за деньги. В награду за свои заслуги Самуил Лащ получил староство овруцкое (1632), каневское (1634) и винницкое (1644). Своей резиденцией Самуил Лащ избрал местечко Макаров на Киевщине.
Владения Самуила Лаща на Киевщине, составлявшие к 1640 году около 800 дымов (без староств), состояли из пожалований княгини Софии Ружинской и из захваченного силой имущества соседей. Он захватил был все владения Ружинских (Ружинщину), но права на них перекупил крупный магнат и воевода киевский Томаш Замойский. Выросши до магнатского уровня, Самуил Лащ сформировал собственный отряд из примерно тысячи всадников, готовых на все, и начал активную деятельность. Он нападал на соседних шляхтичей, грабил их имения, некоторых из них присваивал, захваченных женщин отдавал своим людям, а случайным жертвам приказывал отрезать носы и уши для устрашения. Соседние землевладельцы могли только постоянно жаловаться в суд. Суд принимал решения в их пользу, но не мог поддержать правосудие на деле. За двадцать лет накопилось 236 решений суда о банниции и 47 решений об инфамии (лишении чести). Согласно легенде, из всех этих приговоров Лащ велел сшить себе плащ, в котором имел наглость явиться при королевском дворе. За отвагу на поле боя от выполнения наказаний его защищал гетман великий коронный Станислав Конецпольский, выдавая охранные письма на отсрочку их выполнения и под чьим командованием он находился с 1623 года.
В 1637 году стражник великий коронный Самуил Лащ принимал активное участие в подавлении казацкого восстания под руководством запорожского гетмана Павлюка на Украине. 6 декабря 1637 года он участвовал в разгроме повстанческих сил Павлюка в сражении под Кумейками, где командовал отрядом из 500 всадников и 300 пехотинцев. В 1638 году Самуил Лащ принимал участие в подавлении нового казацкого восстания под руководством Якова Острянина и Дмитрия Гуни на Украине.
В 1640-1642 годах Самуил Лащ совершал новые насилия над соседями, за что польский король Владислав IV лишил его должности старосты овруцкого. От неприятностей его спасло участие в битве с крымскими татарами под Охматовом, за что коронный сенат в 1643 году предоставил ему охранный лист. На сейме 1645 года против него выступили делегаты из русских воеводств.
В 1646 году после смерти своего покровителя, гетмана великого коронного Станислава Конецпольского, Самуил Лащ лишился защиты и был отстранён от должности стражника великого коронного. Воевода киевский Януш Тышкевич лишил его имений в пользу князя Иеремии Вишневецкого. После смерти С. Конецпольского шляхта Киевского воеводства собрала ополчение и изгнала разбойника и из его владений, захваченных нечестно, и из староств, пожалованных королём. Самуил Лащ бежал из Киевщины и безуспешно пытался обращаться в суд. Он нашел себе на время нового сильного покровителя — воеводу сандомирского князя-магната Владислава Доминика Заславского. В начале освободительной войны под предводительством Богдана Хмельницкого на Украине (1648) Самуил Лащ прининял в ряде первых сражений с восставшими казаками. Сражался с казаками под Пилявцами (сентябрь 1648), затем под командованием князя Иеремии Вишневецкого в битве под Староконстантиновом (июль 1648). Коронационный сейм 1649 года, учитывая верность короне, вернул Самуилу Лащу прежние права, отменив все банниции и инфамии, наложенные ранее на него судом.
15 февраля 1649 года Самуил Лащ скончался в Варшаве. Общество ему составлял только цыган-скрипач, которому умирающий приказывал громко играть, если приходили кредиторы. Был похоронен в краковском костёле св. Стефана.

## Семья
Был женат на Катажине Кашовской, от брака с которой имел двух сыновей Михала и Николая и одну дочь.